# Jim Rakete
Jim Rakete, nom d'artiste de Günther Rakete (né le 1er janvier 1951 à Berlin) est un photographe allemand.

## Biographie
Rakete est le descendant des huguenots émigrés, dont le nom d'origine est Raquette. Il est le frère de l'avocate berlinoise Ingeborg Rakete-Dombek.
Dès son plus jeune âge, il s'intéresse à la photographie et à la musique. À quatre ans, il prend ses premiers clichés avec un appareil photo. Il photographie la scène musicale berlinoise. Adolescent, il est dans le studio photo de Ludwig Binder à Berlin-Ouest. À 17 ans, il prend des photos professionnelles pour des quotidiens et des agences, de personnalités comme Jimi Hendrix, Ray Charles, David Bowie et Mick Jagger.
De 1977 à 1987, Rakete dirige une agence photo appelée Factory dans une ancienne usine à Berlin-Kreuzberg. Pendant ce temps, il photographie non seulement de nombreux musiciens de la Neue Deutsche Welle, mais est aussi manager. Les plus connus des artistes et groupes soutenus par Rakete sont Nina Hagen, Nena, Spliff, Interzone, Sternhagel, Morgenrot et Die Ärzte. Dans la nuit du 17 juin 1980 (alors date du jour de l'Unité allemande), Jim Rakete, Heiner Pudelko et d'autres musiciens du groupe Interzone, photographient une section de 50 m de long du mur de Berlin près de Potsdamer Platz avec le logo du groupe peint puis sont arrêtés par la police militaire britannique. L'action a un grand effet promotionnel pour le groupe.
Rakete se consacre entièrement à la photographie depuis 1987. Après un long séjour à Hambourg, il revient à Berlin en 2001 et a son atelier à Kreuzberg.
En 2010, en tant que photographe, Rakete est chargé d'une campagne de financement pour le musée du film allemand de Francfort-sur-le-Main. La campagne, dans laquelle des personnalités connues posent pour le photographe, vise à combler un déficit de financement dans la rénovation du musée. À cette fin, une exposition est présentée dans toute l'Allemagne sous le titre Stand der Dinge.
Dans un article de 2000, Jim Rakete critique la photographie numérique. Pour lui, la photographie numérique n'a rien à voir avec la réalité, mais plus avec la construction, lorsque les photos sont post-traitées sur ordinateur. Beaucoup de ses portraits furent réalisés avec un appareil photo grand format car travailler avec (techniquement très lourd) demande une concentration intense, mais contient en même temps un moment spontané dû au manque de contrôle au moment du déclenchement.
Rakete entretient également des contacts directs avec la politique. Par exemple, il est ami avec Otto Schily et est l'un des principaux partisans de Gerhard Schröder lors de la campagne électorale fédérale de 2005.
En 2012, il reçoit une bourse pour la Villa Massimo à Rome.
En 2020, il réalise le documentaire Now sur le combat des jeunes pour une meilleure protection du climat.